# Klotvicker/tandvicker
Klotvicker/tandvicker (Vicia narbonensis) är en ärtväxtart som beskrevs av Carl von Linné. Enligt Catalogue of Life ingår Klotvicker/tandvicker i släktet vickrar och familjen ärtväxter, men enligt Dyntaxa är tillhörigheten istället släktet vickrar och familjen ärtväxter. Arten förekommer tillfälligt i Sverige, men reproducerar sig inte.

## Underarter
Arten delas in i följande underarter:
- V. n. aegyptiaca
- V. n. affinis
- V. n. jordanica
- V. n. narbonensis
- V. n. salmonea